# Microsoft Media Services
Pour les articles homonymes, voir MMS.
Microsoft Media Services (ou MMS) est un protocole propriétaire mis en place par Microsoft. Il est utilisé pour transférer des données en unicast, depuis un serveur de flux (Windows Media Services, initialement appelé NetShow Services) vers un client multimédia (Windows Media Player ou Totem,  par exemple). MMS peut être utilisé en UDP ou en TCP. Le port par défaut utilisé par MMS est : UDP/TCP 1755.
Microsoft favorise le protocole RTSP depuis 2003, avec la sortie de Windows Media Services 9 Series (et de Windows Media Player 9), rendant ainsi obsolète le protocole MMS. Pour des raisons de compatibilité descendante, le support de MMS a été gardé jusqu'à la sortie de Windows Media Player 11, en 2006, et de Windows Media Services 2008, en 2008.
Ce protocole n'est normalement pas réplicable / enregistrable, à moins d'utiliser un logiciel spécifique. C'est le cas de certains gestionnaires de téléchargement, ainsi que de Orbit Downloader (orbitdownloader.com), Net transport, Flashget et des logiciels libres Mplayer ou VLC media player.